# بیماری گریوز
گریوز یا بیماری بازدو (Graves-Basedow disease) نوعی بیماری خودایمنی است که بر روی تیروئید اثر می‌گذارد و معمولاً همراه با اگزوفتالمی (بیرون زدن چشم از حدقه) است. گریوز به صورت هیپرپلازی سلول‌های تیروئیدی تظاهر پیدا می‌کند و در اثر تقلیدی آنتی‌بادی IgG بر روی گیرنده هورمون محرک تیروئید (TSH) و فرایند آپپتوزیس در تیروسیت‌ها ایجاد می‌شود. پرکاری تیروئید در بیماری گریوز ناشی از اثر مهاری بر روی TSH است که آنتی‌بادی TSI را فعال می‌کند.

## شیوع
این بیماری در حدود ۳٪ زنان و ۰/۵٪ مردان را گرفتار می‌کند. نسبت شیوع بیماری در افراد مذکر به مؤنث، یک به پنج می‌باشد. سن آغاز بیماری اغلب ۲۰ تا ۵۰ سالگی است و ابتلا به این بیماری قبل از بلوغ نادر است.

## تظاهرات بالینی

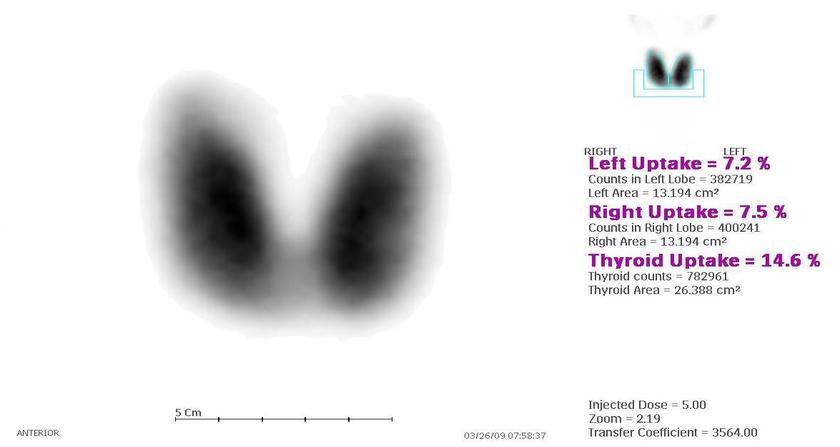
بیماری گریوز

تظاهرات بالینی گریوز به صورت بزرگ شدن منتشر و یکنواخت غده تیروئید است که حجم آن را به ۲ تا ۳ برابر طبیعی می‌رساند همچنین سفت شدن آن و حتی گاهی شنیده شدن بروئی بر روی غده که به دلیل افزایش میزان عروق غده و جریان خون بسیار فعال آن است از تظاهرات بیماری گریوز می‌باشد. همچنین اغلب اگزوفتالمی یا بیرون زدگی چشم از کاسه چشم و علائم پرکاری تیروئید مانند افزایش ضربان قلب، عدم تحمل نسبت به گرما، ضعف عضلانی، لاغر شدن، ریزش مو، تعریق و کمخوابی بروز می‌کند.

## درمان
درمان طبی (مانند متی‌مازول و پروپیل تیواوراسیل)، درمان با ید رادیواکتیو و جراحی گزینه‌های درمان هستند. میزان پاسخ به درمان در درمان طبی حدود ۵۰٪ و در درمان با ید رادیواکتیو حدود ۸۰٪ بود که اختلاف واضحی را نشان می‌داد. در کسانی که از ید رادیواکتیو استفاده کرده بودند، میزان هیپوتیروئیدی در یک پیگیری یک ساله حدود ۵۰٪ بود.